# 京学
京学（きょうがく）とは
1. 京都で学ぶこと。「京まなび」
2. 江戸時代初期に京（京都）を中心に興った儒学の一派。

本項では2.について説明する。
京学（きょうがく）は、江戸時代初期に京都を中心に興った朱子学の一派で、藤原惺窩を祖とする。

## 概要
京学は、江戸時代初期に京都を中心に生まれ、そこで発展した朱子学の一派で、藤原惺窩を祖とし、石川丈山・松永尺五などがこれに続く。林羅山の流れを汲み、江戸幕府の教学の中心となった林家も、この系統に属する。全体として詩文尊重の風がある。林家は、羅山以降、鵞峰、鳳岡、榴岡、鳳谷、鳳潭、錦峯、述斎、檉宇、壮軒、復斎、学斎とつづき、鳳岡以降は「大学頭」を代々名乗った。松永尺五の門人であり、すぐれた教育者でもあった木下順庵の系統からは、新井白石、室鳩巣、雨森芳洲、祇園南海、榊原篁洲、南部南山、松浦霞沼、三宅観瀾、服部寛斎、向井滄洲らの俊秀があらわれ、この10名をとくに「木門十哲」と総称している。
なお、木下順庵門下の新井白石は正徳年間に登用され、政権をになったが、学者が政治の要職に任命されたのは江戸幕府の政治においても稀有な事例である。